# Довгиновська сільська рада
Довгиновська сільська рада (біл. Даўгінаўскі сельсавет) — адміністративно-територіальна одиниця в складі Вілейського району розташована в Мінській області Білорусі. Адміністративний центр — Довгиново.
Довгиновська сільська рада розташована на межі центральної Білорусі, у північній частині Мінської області орієнтовне розташування — супутникові знімки [Архівовано 25 серпня 2011 у WebCite], на північний схід від Вілейки.
До складу сільради входять 38 населених пунктів:
- Борове
- Бубни
- Вітовці
- Вардомичі
- Вовколатка
- Ворнівка
- В'язовець
- Габітація
- Демидки
- Довгиново
- Єськівка
- Заложино
- Заброддя
- Залозов'я
- Замошшя
- Зосино
- Камінне
- Крупники
- Коляди
- Кути
- Микулино
- Мильча
- Млечки
- Мушинка
- Небишине
- Невиняни
- Новосілки
- Опеньки
- Острів
- Панкрати
- Поня
- Плебанці
- Пожарниця
- Румянські
- Руччо
- Річки
- Сивці
- Слобода
- Солонне
- Соснівщина
- Станьки
- Томковичі
- Черемушки
- Юшківка
- Язни
- Ясюківка